# Плесецкая
Плесе́цкая — железнодорожная станция, расположенная в посёлке городского типа Плесецке Плесецкого района Архангельской области.

## Общие сведения
Сооружена в 1897 году в Наволоцкой волости Онежского уезда Архангельской губернии, на узкоколейной железной дороге Вологда — Архангельск и была включена в реестр железных дорог Российской империи. Находится на линии Коноша — Обозерская Северной железной дороги служит транспортным узлом для близлежащего космодрома «Плесецк» и города областного подчинения Мирного, обслуживающего космодром.
В конце 1990-х гг. благодаря главному инженеру ПЧ-20 Владимиру Владимировичу Палто было полностью перестроено здание вокзала, ставшее каменным вместо деревянного, сооружен перрон на станции.
По состоянию на декабрь 2018 года через станцию курсируют следующие поезда дальнего следования:
| Круглогодичное обращение поездов | Круглогодичное обращение поездов | Круглогодичное обращение поездов | Круглогодичное обращение поездов |
| № поезда                         | Маршрут движения                 | № поезда                         | Маршрут движения                 |
| -------------------------------- | -------------------------------- | -------------------------------- | -------------------------------- |
| 9                                | Архангельск — Санкт-Петербург    | 10                               | Санкт-Петербург — Архангельск    |
| 15                               | Архангельск — Москва             | 16                               | Москва — Архангельск             |
| 79                               | Архангельск — Адлер              | 80                               | Адлер — Архангельск              |
| 115 «Поморье»                    | Северодвинск — Москва            | 116 «Поморье»                    | Москва — Северодвинск            |
| 117 «Поморье»                    | Архангельск — Москва             | 118 «Поморье»                    | Москва — Архангельск             |
| 133                              | Архангельск — Минск              | 134                              | Минск — Архангельск              |
| 143                              | Мурманск — Вологда               | 144                              | Вологда — Мурманск               |
| 371                              | Архангельск — Котлас             | 372                              | Котлас — Архангельск             |

| Сезонное обращение поездов | Сезонное обращение поездов | Сезонное обращение поездов | Сезонное обращение поездов |
| № поезда                   | Маршрут движения           | № поезда                   | Маршрут движения           |
| -------------------------- | -------------------------- | -------------------------- | -------------------------- |
| 187                        | Архангельск — Новороссийск | 188                        | Новороссийск — Архангельск |
| 221                        | Архангельск — Анапа        | 222                        | Анапа — Архангельск        |
| 233                        | Архангельск — Москва       | 234                        | Москва — Архангельск       |
| 261                        | Архангельск — Адлер        | 262                        | Адлер — Архангельск        |
| 273                        | Архангельск — Коноша       | 274                        | Коноша — Архангельск       |